# Пріказ
Пріказ (рум. Pricaz) — село у повіті Хунедоара в Румунії. Входить до складу комуни Турдаш.
Село розташоване на відстані 278 км на північний захід від Бухареста, 20 км на схід від Деви, 107 км на південь від Клуж-Напоки.

## Населення
За даними перепису населення 2002 року у селі проживали 1153 особи.
Національний склад населення села:
| Національність | Кількість осіб | Відсоток |
| -------------- | -------------- | -------- |
| румуни         | 823            | 71,4%    |
| цигани         | 325            | 28,2%    |

Рідною мовою назвали:
| Мова      | Кількість осіб | Відсоток |
| --------- | -------------- | -------- |
| румунська | 1122           | 97,3%    |
| циганська | 28             | 2,4%     |